# Привокзальний ринок (Львів)
Привокза́льний ри́нок — продуктово-речовий ринок у Львові. Розташований у кварталі змішаної забудови, обмеженому вулицями Городоцькою, Пастернака, Федьковича і Горської та має адресу: вул. Горської, 2.

## Історія
Ринок, створений у повоєнний час на території колишніх деревообробних майстерень, складів, спортивних майданчиків СГТ «Сокіл-IV» та частково на території колишнього Городоцького цвинтару остаточно ліквідованого після Другої світової війни. Частина торгових рядів у другій половині 1940—2000-х роках була розташована на площі Липневій, на місці, де за радянських часів спочатку була автостанція, а пізніше — кінцева зупинка міських автобусних маршрутів «пл. Липнева — ЛАЗ» та «пл. Липнева — Рудне». Під час реконструкції площі наприкінці 2000-х років торговельні ряди на площі Липневій були ліквідовані.
Свою назву отримав за місцем розташування, оскільки поблизу розташовані Головний та Приміський залізничні вокзали. 
На 2002 рік ринок «Привокзальний» займав 1,7 га, очікувалося введення в експлуатацію торгового комплексу площею 10 670 м². У першому півріччі 2007 року Привокзальний ринок був третім після Краківського і Південного ринків за розміром внесеного до міського бюджету ринкового збору.
У 2012 році власниками ринку було семеро осіб. Серед них і перший директор ринку Дротяк Ігор Іванович, згодом — почесний консул республіки Білорусь у Львові. Ще 2010 року у власність зайшло підприємство «Коцепт Авангард», яке поступово витіснило старих власників. Ринком й надалі офіційно управляє ТОВ «Привокзальний ринок», його засновники є ТОВ «Концепт Авангард» (50%), Катерина Каменівська (49,4%) та ТОВ «Привокзальний плюс» (0,6%). Власниками ТОВ «Концепт Авангард» є Ігор Гарасим та Григорій Наконечний, Наконечному також належить і ТОВ «Привокзальний плюс». Тобто фактично ринок має трьох власників. З 2015 року ринком керує одесит Віталій Гужва.